# Jevhenija Vysotska
Jevhenija Petrivna Vysotska (Oekraïens: Євгенія Петрівна Висоцька) (Vojinka (Republiek van de Krim), 11 december 1975) is een in de Sovjet-Unie geboren Oekraïense wielrenner. In 2009, 2016 en 2017 werd ze nationaal kampioene op de weg en in de tijdrit.

## Carrière
Op 19-jarige leeftijd deed Vysotska voor het eerst mee aan de wereldkampioenschappen wielrennen 1995 in Duitama, Colombia. Haar beste prestatie op het WK was in 2012 in Valkenburg waar ze 25e werd.
Op de Olympische Zomerspelen 2008 nam Vysotska voor Oekraïne deel aan de wegwedstrijd, waarin zij 22e werd.
In de Ronde van Italië voor vrouwen 2013 werd zij negende in het eindklassement.
Ook in de Ronde van Emilia eindigde ze in de top tien in de jaren 2015, 2018 en 2019.

## Palmares
1999
 Oekraïens kampioenschap op de weg
2007
 Oekraïens kampioenschap tijdrijden
2008
 Oekraïens kampioenschap op de weg
 Oekraïens kampioenschap tijdrijden
2009
 Oekraïens kampioene op de weg
 Oekraïens kampioene tijdrijden
2010
 Oekraïens kampioenschap tijdrijden
2011
 Oekraïens kampioenschap op de weg
2012
 Oekraïens kampioenschap tijdrijden
2013
 Oekraïens kampioenschap op de weg
2e in eindklassement Tour of Adygeya
2e in 2e etappe
2e in 4e etappe
2016
 Oekraïens kampioene op de weg
 Oekraïens kampioene tijdrijden
2017
 Oekraïens kampioene op de weg
 Oekraïens kampioene tijdrijden
2018
Horizon Park Women Challenge
2020
 Oekraïens kampioenschap tijdrijden
2021
3e in Grand Prix Kayseri